# Luncoiu de Jos
Luncoiu de Jos es una comuna ubicada en el distrito de Hunedoara, Rumania.

## Superficie
Cuenta con una superficie de 49,52 kilómetros cuadrados.

## Demografía
Hasta 2021 la población era de 1630 habitantes, con una densidad de población de 32,92 habitantes por kilómetro cuadrado.